# Новошмаково
Новошмаково — село в Черепановском районе Новосибирской области. Входит в состав Огнево-Заимковского сельсовета.Основано в 1778 году по данным  Государственного архива Алтайского края.

## География
Площадь села — 43 гектаров.

## Население
| 2002 | 2007 | 2010 |
| ---- | ---- | ---- |
| 164  | ↗194 | ↘125 |

## Инфраструктура
В селе по данным на 2007 год функционирует 1 учреждение здравоохранения и сельский клуб .